# Plácido Polanco
Plácido Enrique Polanco (nacido el 10 de octubre de 1975 en Santo Domingo) es un infielder dominicano-americano que jugó en las Grandes Ligas de Béisbol para los Filis de Filadelfia también participó con los Cardenales de San Luis, Tigres de Detroit y Miami Marlins. Se desempeñó jugando en la tercera base, pero también jugó en la segunda base y en el campocorto. Fue elegido dos veces como titular para el Juego de Estrellas: en 2007, y nuevamente en 2011.

## Carrera

### 1998-2006
Drafteado el 2 de junio de 1994, por los Cardenales en la ronda 19 del draft de 1994 de Grandes Ligas, Polanco fue promovido a las Grandes Ligas en 1998. Su primer hit en las mayores fue un sencillo contra el lanzador de los Rojos de Cincinnati Brett Tomko el 5 de julio de 1998. La obtención de la titularidad de la tercera base en 2001, su bajo ratio de ponches/base por bolas y números de hits de extra base establecieron a Polanco como un bateador de contacto. Su ratio de turnos al bate por ponches (14.04) lo rankeó en el segundo lugar solo detrás del jardinero de los Medias Blancas de Chicago Juan Pierre (16.49) entre los jugadores activos.
El 29 de julio de 2002, Polanco, Mike Timlin y Bud Smith fueron adquiridos por los Filis por Scott Rolen, Doug Nickle, y dinero en efectivo. Polanco fue cambiado a la segunda base ya que David Bell fue firmado desde la agencia libre para jugar la tercera base. Comenzó a desarrollar poder mientras jugaba para los Filis al mismo tiempo que bateaba 14 y 17 jonrones en los dos años siguientes, en comparación con solo nueve que había conectado en 2002. Se convirtió en agente libre tras la temporada de 2004.
Los Filis no firmaron a Polanco en 2005, pero lo enviaron a los Tigres de Detroit en junio de 2005 en un cambio por el veterano lanzador derecho Ugueth Urbina y el infielder Ramón Martínez, permitiéndole a los Filis dejar a Chase Utley en la segunda base todos los días. Polanco terminó la temporada 2005 con promedio de .338 con los Tigres, y también teniendo un OPS de .847. Además, lideró las mayores en menor porcentaje de ponches (5.0%) para la temporada.
Polanco fue un jugador clave en la Serie Divisional de la Liga Americana 2006 y la Serie de Campeonato de la Liga Americana 2006 para los Tigres, al ser seleccionado el Jugador Más Valioso de la Serie de Campeonato. Sin embargo, no registró un solo hit en la Serie Mundial de 2006, en el que los Tigres perdieron ante los Cardenales en cinco partidos. Ahora Polanco se encuentra presente con el equipo Miami Marlins de Florida

### 2007–presente

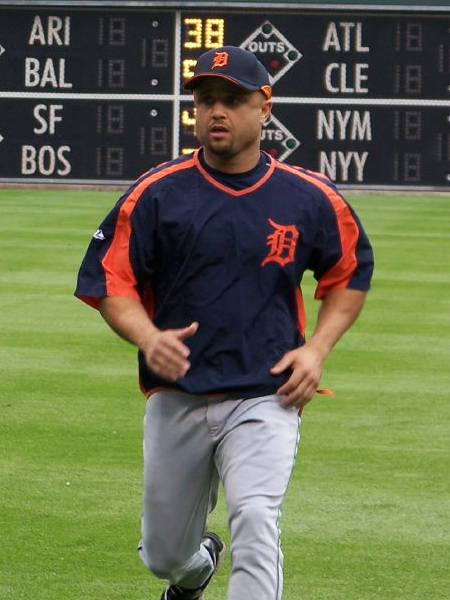
Polanco con los Tigres de Detroit en 2007

En 2007, Polanco estableció un nuevo récord de Grandes Ligas para intermedistas por jugar en su 144 juego consecutivo sin errores el 13 de agosto, en una derrota 7 por 2 a los Atléticos de Oakland. Polanco rompió su racha de 147 juegos cuando se le acusó de un error en la primera entrada de un juego el 24 de agosto frente a los Yanquis de Nueva York. Sin embargo, al día siguiente, después de consultar con el equipo de umpires, el anotador oficial determinó que el error se le cargo al primera base Marcus Thames. Esto le extendió la racha a Polanco a 149 partidos. Polanco también rompió el récord de oportunidades consecutivas sin error para un jugador de segunda base el 31 de julio. Pasó la marca de Luis Castillo de 647. Polanco terminó la temporada 2007 sin cometer un error, convirtiéndose así en el primer segunda base regular en la historia de Grandes Ligas en jugar una temporada entera sin cometer un error. Esto, además de contribuir con 101 doble matanzas, le hizo merecer su primer Guante de Oro.
Además de las hazañas en su defensa, Polanco bateó un promedio de .341 en 2007, y alcanzó un récord en hits con 200. También tuvo el menor porcentaje de ponches en las Grandes Ligas (5.1%). Por sus esfuerzos, le dieron el premio Bate de Plata en la segunda base. Fue votado por los fanáticos para comenzar en el Juego de las Estrellas 2007, su primero.
Polanco ganó otro Guante de Oro en 2009. Después de declararse agente libre, Polanco firmó un contrato de tres años por $18 millones para volver a los Filis, con una opción mutua para un cuarto año. Firmó con los Filis para reemplazar al dominicano Pedro Féliz en la tercera base.
En 2011, Polanco fue elegido mediante votación de los fanáticos como tercera base titular en el Juego de Estrellas de 2011. No pudo jugar en el Juego de Estrellas debido a una lesión, y Scott Rolen lo reemplazó en la alineación. Al término de la temporada 2011, Polanco recibió su tercer Guante de Oro, siendo el segundo jugador en la historia del béisbol en recibir el premio en más de una posición (el otro es Darin Erstad).Actualmente se encuentra retirado luego de su ceremonia en Philadelphia, Pensilvania.

## Vida personal
Polanco y su esposa Lily tienen una hija, Aide Rose, y un hijo, Ismael.
En una ceremonia de 9 de julio de 2008, en el Comerica Park antes de un juego entre los Tigres de Detroit y los Indios de Cleveland, Polanco recibió su ciudadanía estadounidense, junto con 99 personas más. Llevaba puesto su uniforme de los Tigres durante la ceremonia.
Polanco es amigo cercano de su excompañero de equipo y actual primera base de los Cardenales de San Luis, Albert Pujols, y Pujols es el padrino de Ismael hijo de Polanco.